# Нејпервил
Нејпервил (енгл. Naperville) град је у америчкој савезној држави Илиноис. По попису становништва из 2010. у њему је живело 141.853 становника.

## Демографија
Према попису становништва из 2010. у граду је живело 141.853 становника, што је 13.495 (10,5%) становника више него 2000. године.
|                   | 2010.            | 2000.            |
| Укупно            | 141 853 (100,0%) | 128 358 (100,0%) |
| Белци             | 103 603 (73,04%) | 106 386 (82,88%) |
| Азијати           | 21 170 (14,92%)  | 12 380 (9,645%)  |
| Хиспаноамериканци | 7 574 (5,339%)   | 4 160 (3,241%)   |
| Афроамериканци    | 6 612 (4,661%)   | 3 887 (3,028%)   |
| Остали            | 2 894 (2,040%)   | 1 545 (1,204%)   |

## Партнерски градови
- Њитра